# Samuel Scherrer
Samuel Scherrer, noto anche come Sämi Scherrer (Willisau, 15 marzo 1997), è un lottatore svizzero, specializzato nella lotta libera.

## Biografia
È nipote del lottatore Rolf Scherrer, che rappresentà la Svizzera ai Giochi olimpici estivi di Sydney 2000 e Atene 2004.
Ai campionati europei di Roma 2020 ha vinto la medaglia d'argento nel torneo dei 92 chilogrammi, perdendo in finale contro il turco Süleyman Karadeniz.

## Palmarès
- Europei

Roma 2020: argento nei 92 kg.
Varsavia 2021: argento nei 92 kg.

## Altre competizioni internazionali
2020
- Bronzo nei 92 kg nella Coppa del mondo individuale ( Belgrado)